# جورج تيلفر
جورج تيلفر (بالإنجليزية: George Telfer)‏ هو لاعب كرة قدم بريطاني في مركز الهجوم، ولد في 6 يوليو 1955 في ليفربول في المملكة المتحدة. لعب مع بريستون نورث إيند وسكونثورب يونايتد ونادي إيفرتون ونادي رانكورن هالتون ونادي غوادالاخارا.